# 158 a.C.

## Eventos
- Caio Popílio Lenas, pela segunda vez, e Marco Emílio Lépido, cônsules romanos.